# Laguna Cruz Quemada
A  Laguna Cruz Quemada é um lago localizado na Guatemala. Localiza-se no departamento de Huehuetenango, Município de Santa Bárbara.